# آزمون‌های تحلیلی
در ارزیابی حسی، آزمون ها به دو دسته آزمون های تحلیلی و آزمون های اَفکتیو طبقه بندی می شوند. "آزمون های تحلیلی" (به انگلیسی: Analytical Tests)، ویژگی های حسی موجود در محصول، شباهت ها یا تفاوت ها، سطح شدت، وسعت، مقدار یا مدت ویژگی های حسی محصول را ارزیابی می کنند. آزمون های تحلیلی شامل آزمون های تمایز و آزمون های توصیفی هستند.
در این آزمون ها از پانلیست های نیمه آموزش دیده تا آموزش دیده استفاده می شود. البته این پانلیست ها ابتدا در آزمون هایی که برای سنجش تیزفهمی حسی آن ها در رابطه با مشخصات مهم محصولات (مزه، بو، بافت و ...) طراحی شده شرکت نموده و در این آزمون ها نمرات متوسط تا خوب کسب کرده اند. پانلیست هایی که در آزمون های تحلیلی شرکت می کنند، باید یک چارچوب ذهنی تحلیلی اتخاذ نموده و بر جنبه های خاصی از محصول که توسط مقیاس های مندرج در پرسشنامه مشخص شده تمرکز نمایند. در آزمون های تحلیلی، پانلیست ها باید ترجیحات شخصی خود را کنار گذاشته و فقط بر ویژگی های موردنظر تمرکز کنند.